# 馬拉巴銼甲鯰
馬拉巴銼甲鯰，為輻鰭魚綱鯰形目甲鯰科的其中一種，為熱帶淡水魚，分布於南美洲巴西Jacuí及Camaquã河流域，體長可達9.3公分，棲息在岩石底質、褐色水質溪流底層水域，生活習性不明。

## 扩展阅读
維基物種上的相關：馬拉巴銼甲鯰